# Saint-Séverin-d'Estissac
Saint-Séverin-d'Estissac é uma comuna francesa na região administrativa da Nova Aquitânia, no departamento Dordonha. Estende-se por uma área de 5,5 km². Em 2010 a comuna tinha 95 habitantes (densidade: 17,3 hab./km²).